# Хайнрих III фон Розенберг
Хайнрих III фон Розенберг (на немски: Heinrich III. von Rosenberg; на чешки: Jindřich III. z Rožmberka; * 1361; † 28 юли 1412) е благородник от род Розенберг, главен бургграф на Бохемия. През 15 и 16 век фамилията Розенберги е най-влиятелна в Бохемия. Родът измира през 1611 г.

## Биография
Той е син на Улрих I фон Розенберг († 4 март 1390) и съпругата му Елизабет фон Вартенберг († 1387). Внук е на Петер I фон Розенберг (1291 – 1347).
По времето на конфликтите на бохемските благородници с крал Вацлав IV той ръководи групата, която през 1394 г. пленява краля. Хайнрих държи краля в своя замък Крумау/Чески Крумлов и го придружава до следващия затвор в Австрия. След сдобряването му с краля Хайнрих става от 1396 – 1398 и 1400 – 1404 г. най-главен бургграф на Бохемия. Като такъв той носи короната по време на коронизацията на София Баварска за кралица на Бохемия на 15 март 1400 г.
Той прави завещание през пролетта на 1412 г., в което определя братовчед си Винценц фон Вартенберг също Йохан Младия фон Нойхауз и зет си Кравар фон Плумлов за опекуни на още непълнолетните му деца.

## Фамилия
Първи брак: март 1380 г. с Барбара фон Шаунберг (Barbora ze Schaunberka; † 5 или 6 март 1398). Те имат две деца:
- Петер III фон Розенберг (* 1381; † 1406)
- Лудмила фон Розенберг

Втори брак: през 1399 г. с Елизабет фон Кравар и Плумлау (Eliška z Kravař a z Plumlova; † 25 юли 1444)). Те имат две деца:
- Улрих II фон Розенберг (* 13 януари 1403; † 28 април 1462, Крумау/Чески Крумлов), женен I. за Катарина фон Вартенберг († 3 май/29 юни 1436), II. за фрайин Елизабет фон Шванберг (Alžběta ze Švamberka)
- Катарина фон Розенберг (* 1406; † сл. 7 април 1454), омъжена за Райнпрехт III фон Валзе († 1450)